# Jean-Baptiste Félix Hubert de Vintimille du Luc
Jean-Baptiste Félix Hubert de Vintimille du Luc (* 23. Juli 1720; † 10. September 1777 in Paris) war ein französischer Edelmann und General.

## Leben
Jean-Baptiste Félix Hubert de Vintimille, Comte du Luc, Marquis de Vins, war ein Sohn des Generals Gaspard-Magdelon-Hubert de Vintimille (1687–1748), Marquis du Luc. Er war zunächst als Graf von Vintimille bekannt; nach dem Tod seines Vaters 1748 dann als Graf von Luc. 
Wie sein Vater schlug er eine militärische Laufbahn ein, trat am 15. November 1736 den Musketieren bei und erhielt am 11. September 1737 eine Kompanie im Kavallerieregiment Anjou (später Artois). Mit Kommission vom 10. März 1736 wurde er Mestre de camp (Oberst) eines Kavallerieregiments seines Namens, das er während des Österreichischen Erbfolgekrieges, in den auch Frankreich vielfältig verwickelt war, kommandierte: 1742 in der Flandernarmee, wo es in der Defensive gehalten wurde, 1743 in der Schlacht bei Dettingen und 1744 in der Moselarmee. Im August trug er zur Niederlage des (habsburgischen) Generals Nádasdy bei, marschierte im September nach Bayern, kehrte im Dezember zurück und verbrachte den Winter 1744/45 in Schwaben unter dem Befehl des Marschalls Coigny.
1745 war er in der Armee am Niederrhein unter dem Befehl des Fürsten Conti eingesetzt und wurde im November Brigadier (das Rangalter zurückdatiert auf den 1. Mai 1744). Am 1. Mai 1746 wieder in der Armee des Prinzen Conti an der Saar und an der Maas, nahm er an den Belagerungen von Mons und Charleroi teil, dann in der Armee des Marschalls von Sachsen an der Belagerung der Stadt Namur und kämpfte in der Schlacht bei Roucourt. Am 1. Mai 1747 in die flandrische Armee eingetreten, blieb er für den Rest des Feldzugs in Namur.
Nach dem Tod seines Vaters am 17. März 1748 nahm er den Namen Graf du Luc an. Durch Verfügung vom 25. März erhielt er das Gouvernement von Porquerolles und Lingoustier sowie die Position eines königlichen Statthalters in der Provence, die durch den Tod seines Vaters vakant geworden waren. Mit Order vom 15. April 1748 wurde er der Flandernarmee zugeteilt, nahm an der Belagerung von Maastricht teil und wurde im Dezember Maréchal de camp. Anschließend schied er aus seinem Regiment aus.
Überzähliger Generalinspekteur der Kavallerie und der Dragoner per Kommission vom 17. Dezember 1754, erhielt er am 24. Februar 1757 die durch die Beförderung des Grafen von Estrées zum Marschall von Frankreich frei gewordene Stelle.
Am 1. März 1758 der Armee in Deutschland zugeteilt, nahm an der Eroberung des Kurfürstentums Hannover in der Schlacht bei Hastenbeck (26. Juli 1757) teil und kehrte nach der Konvention von Kloster Zeven nach Frankreich zurück. Am 16. März 1758 wurde er wieder in derselben Armee eingesetzt und kämpfte bei Krefeld. Mit königlicher Order vom 17. Dezember 1759 wurde er zum Generalleutnant der königlichen Armeen ernannt und in dieser Funktion mit Patent vom 1. Mai 1760 in die Niederrheinarmee aufgenommen, von wo er nach dem Gefecht bei Korbach im Juli 1760 nach Frankreich zurückkehrte.

## Ehe und Nachkommen
Jean-Baptiste Félix Hubert de Vintimille war verheiratet (1739) mit Pauline Félicité de Mailly-Nesle, einer der Mätressen König Ludwigs XV. Aus der Verbindung mit dem König entstammte ein illegitimer Sohn, Charles de Vintimille du Luc, den der Graf von Luc als den seinen anerkannte.